# 시저스 슈퍼돔
시저스 슈퍼돔(영어: Caesars Superdome)은 미국 루이지애나주 뉴올리언스에 있는 돔구장이다.  1975년에 완공된 세계에서 두번째로 오래된 돔구장이며, 최초의 돔구장인 휴스턴 애스트로돔이 현재 별다른 용도로 사용되고 있지 않은지라, 실질적으로 활용되고 있는 돔구장 중에서는 가장 오래되었다.
개장 이후 줄곧 슈퍼돔 혹은 루이지애나 슈퍼돔(영어: Louisiana Superdome)으로 불려오고 있었으나, 2011년에 메르세데스-벤츠가 명명권을 획득하여 메르세데스-벤츠 슈퍼돔(영어: Mercedes-Benz Superdome)이 되었다. 현재 NFL 뉴올리언스 세인츠의 홈경기장으로 사용하고 있으며, 과거 NBA 뉴올리언스 재즈와 USFL 뉴올리언스 브레이커스의 홈경기장으로 사용되고 있다. 슈퍼볼을 7번이나 개최한 구장이다.
2014년 4월 6일, WWE 레슬매니아 30이 열린 곳이다. 관객 수는 75,167명이었다.
또한 2018년 4월 8일에 WWE 레슬매니아 34가 개최되었다. 관객 수는 78,133 명이었다,
| NBA G 리그 올스타전 개최 경기장 |                               |                          |
| 2016년                          | 2017년 메르세데스-벤츠 슈퍼돔 | 2018년                   |
| 리코 콜리시엄                   | 2017년 메르세데스-벤츠 슈퍼돔 | 로스앤젤레스 컨벤션 센터 |
|                                 |                               |                          |
|                                 |                               |                          |

## 같이 보기
- 스무디킹 센터